# Kecskés Tamás
Kecskés Tamás (Szentes, 1986. január 15. –) magyar visszavonult labdarúgó.

## Pályafutása
2004–2010 között az MTK labdarúgója volt. Közben, 2004–2007 között a Siófok, 2009–10-ben a Pécsi MFC csapataiban szerepelt kölcsönben. A 2007–08-as idényben az MTK csapatával bajnoki címet nyert. 2010–2013 között a Siófok,  2013–2020 között a Paksi FC játékosa volt. 2020–2022 között a Siófok csapatában fejezte be az aktív játékot.

## Sikerei, díjai
MTK
- Magyar bajnokság
  - bajnok: 2007–08